# Leonas Juozapaitis
Leonas Juozapaitis (né le 28 novembre 1901 à Vilnius à l'époque dans l'Empire russe et aujourd'hui en Lituanie, et mort le 13 août 1980 à Kaunas à l'époque en URSS et aujourd'hui en Lituanie) est un joueur de football international lituanien, qui évoluait au poste de milieu de terrain.
Il est l'un des pionniers du sport lituanien, étant également joueur de basket-ball ainsi qu'athlète.
Militaire durant la Seconde Guerre mondiale, il survit après avoir été déporté dans un goulag stalinien en Sibérie (il en sort en 1956).

## Biographie

### Carrière dans le football

#### Carrière en sélection
Leonas Juozapaitis reçoit quatre sélections équipe de Lituanie, sans inscrire de but, entre 1923 et 1924.
Il joue son premier match en équipe nationale le 24 juin 1923, en amical contre l'Estonie (défaite 0-5 à Kaunas). Il reçoit sa dernière sélection le 16 août 1924, lors d'un match amical contre la Lettonie (défaite 2-4 à Kaunas).
Il participe avec l'équipe de Lituanie aux Jeux olympiques de 1924. Lors du tournoi olympique organisé à Paris, il joue un match contre la Suisse, avec pour résultat une lourde défaite (9-0) au Stade Pershing.